# 程子华故居
程子华故居位于中国山西省运城市盐湖区解州镇解州村红旗路39号，解州初中西北侧约40米，系军团司令员程子华（1905-1991年）的故居。已列为盐湖区文物保护单位。

## 保护
2007年6月，程子华故居公布为县级运城市文物保护单位。